# Le Villageois et le Serpent
Le Villageois et le Serpent est la treizième fable du livre VI de Jean de La Fontaine situé dans le premier recueil des Fables de La Fontaine, édité pour la première fois en 1668.

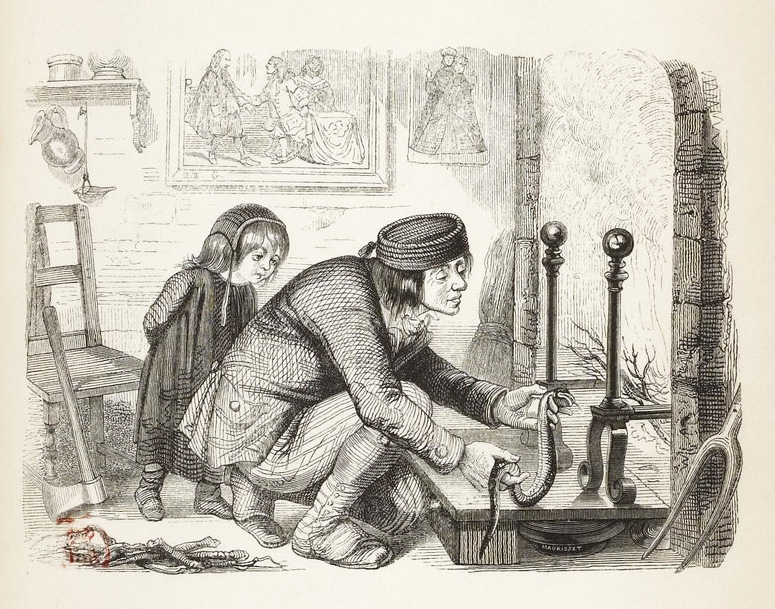
Dessin de Grandville (1838-1840)

## Texte
LE VILLAGEOIS ET LE SERPENT
[Ésope + Phèdre]

Esope conte qu'un Manant,

Charitable autant que peu sage,

Un jour d'Hiver se promenant

A l'entour de son héritage,

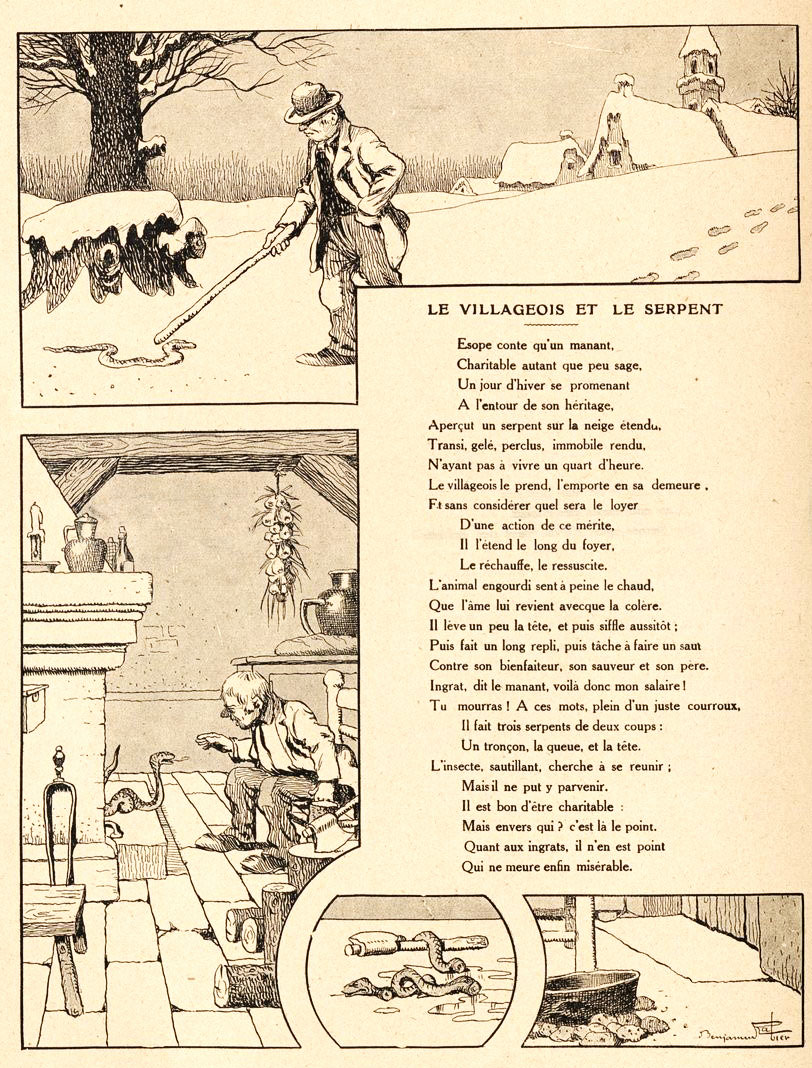
Illustration de Benjamin Rabier (1906)

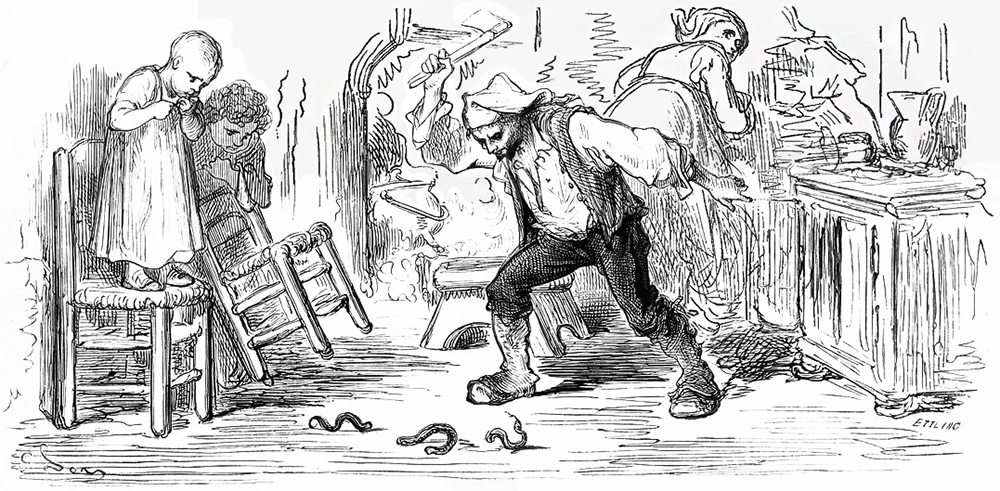
Gravure de Gustave Doré (1876)

Aperçut un Serpent sur la neige étendu,

Transi, gelé, perclus, immobile rendu,

N'ayant pas à vivre un quart d'heure.

Le Villageois le prend, l'emporte en sa demeure,

Et sans considérer quel sera le loyer

D'une action de ce mérite,

Il l'étend le long du foyer,

Le réchauffe, le ressuscite.

L'Animal engourdi sent à peine le chaud,

Que l'âme lui revient avecque la colère.

Il lève un peu la tête, et puis siffle aussitôt,

Puis fait un long repli, puis tâche à faire un saut

Contre son bienfaiteur, son sauveur et son père.

Ingrat, dit le Manant, voilà donc mon salaire ?

Tu mourras. À ces mots, plein de juste courroux,

Il vous prend sa cognée, il vous tranche la Bête,

Il fait trois Serpents de deux coups,

Un tronçon, la queue, et la tête.

L'insecte, sautillant, cherche à se réunir,

Mais il ne put y parvenir.

Il est bon d'être charitable ;

Mais envers qui ? C’est là le point.

Quant aux ingrats, il n'en est point

Qui ne meure enfin misérable.
— Jean de La Fontaine, Fables de La Fontaine, Le Villageois et le Serpent